# سناء بكر يونس
سناء بكر يونس (1957 -)، ممثلة ومذيعة سعودية.

## عن حياتها
ولدت لأب سعودي وأم عراقية، متزوجة ولها ابنان وهي إحدى خريجات الدفعات الأولى في «المعهد العالي للفنون المسرحية» في الكويت، وكانت قد انطلقت من خلال المسلسل التربوي افتح يا سمسم للأطفال قدمت منه 3 أجزاء ولها العديد من المشاركات في أعمال خليجية وعربية.

### تقديم البرامج
بالإضافة لعملها كممثلة فقد عملت كمذيعة في عدد من البرامج، حيث قدمت برنامج «صباح الخير يا بحرين» الذي بثت على تلفزيون البحرين في فترة من الفترات.

### حياتها الأسرية
تعدّ من أسرة فنية، حيث والدها الإعلامي بكر يونس، وشقيقاتها دينا ووفاء من كبار الإعلاميات في السعودية وكما أن شقيقتها حنان مغنية مشهورة باسم وعد له شقيق محمد كان مغني وعازف عود ولكنه اعتزل بعد فترة.

## أعمالها

### من المسلسلات

سناء بكر يونس أمام عبد الله الحبيل في افتح يا سمسم، 1979

- افتح يا سمسم.
- الرحيل.
- طاش ما طاش - أكثر من جزء.
- فايز التوش.
- إلي جدي مع التحية.
- بقدر ما تحمله النفوس.
- بيتنا الكبير.
- مدينة المعلومات.
- عرس الدم.
- صياحة صياحة.
- عطر.
- العودة إلى الحياة.
- عواطف.
- دمعه يتيم.
- خارج الأسوار.
- الخادمة.
- أيام وليالي.
- كلام الناس.
- كسر الخواطر.
- سيلفي.
- حارة الشيخ
- العاصوف
- بدون فلتر 2018.
- ممنوع التجول2021

- الزاهرية :2022
- قلم رصاص : 2024[6]

### أفلام
- الفيلم الروائي القصير بسطة من إخراج هند الفهاد[7]
- سكراب
- طائر الخير [8]
- بلوغ

### المشاركات الصوتية في الرسوم المتحركة
- الأميرة ياقوت.
- بسمة وعبدو.
- سنان.
- لوسي.
- آراغو.
- حكايات عالمية.
- مغامرات بشار.
- ابن الغابة.
- زينة ونحول.

## روابط خارجية
- سناء بكر يونس على موقع IMDb (الإنجليزية)
- سناء بكر يونس على موقع قاعدة بيانات الأفلام العربية